# Hans Poelzig

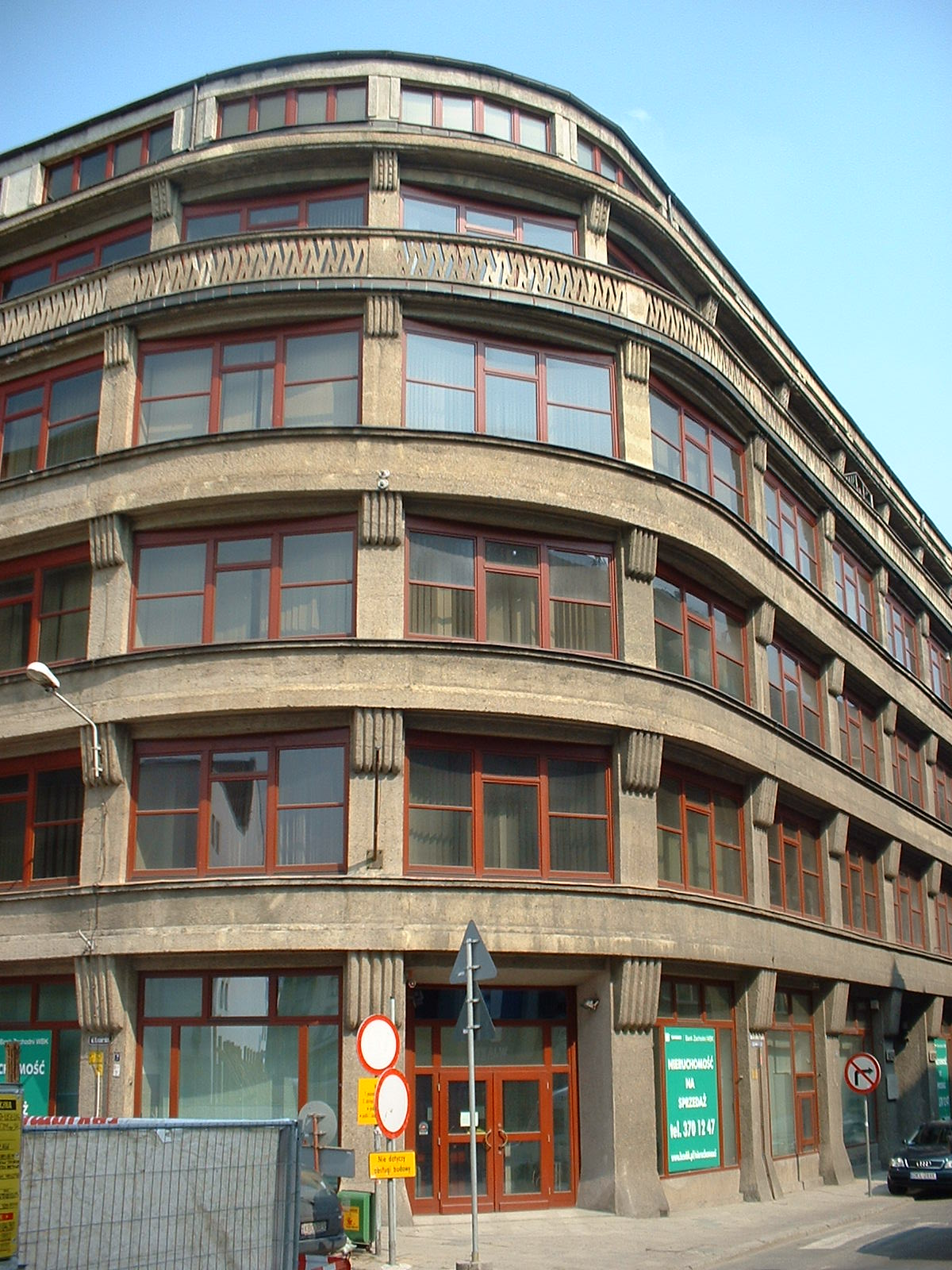
H. Poelzig: Budynek handlowo-biurowy we Wrocławiu, najwyższe piętro dobudowano po wojnie

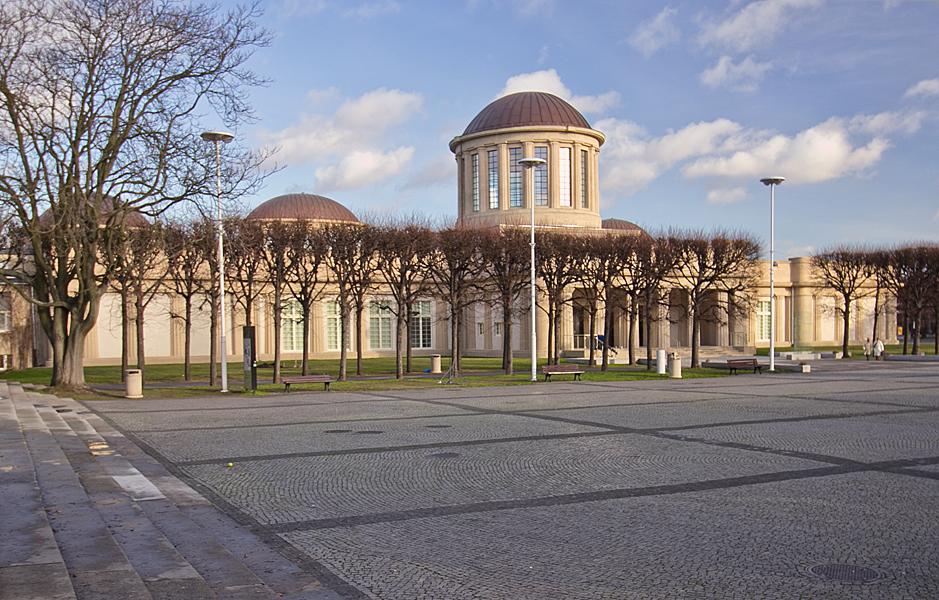
H. Poelzig: Pawilon Czterech Kopuł we Wrocławiu

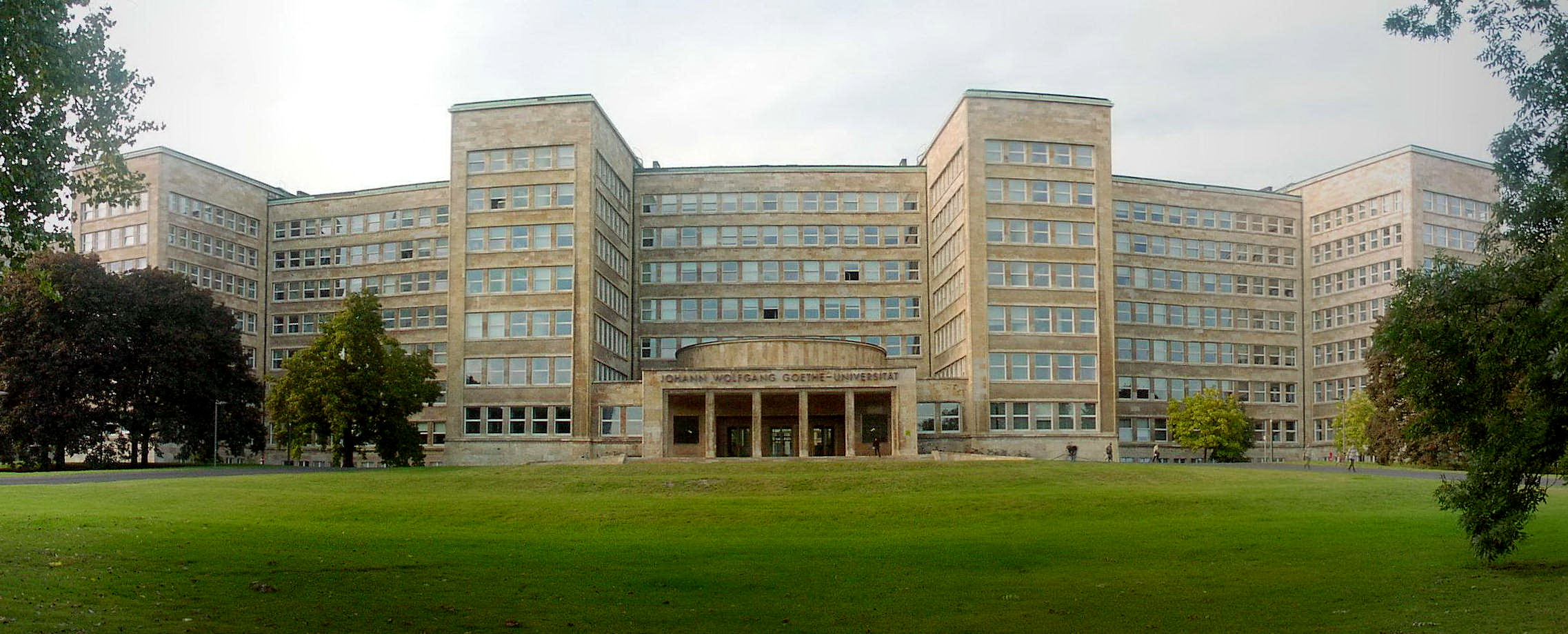
H. Poelzig: Biurowiec IG Farben we Frankfurcie nad Menem

Hans Poelzig (ur. 30 kwietnia 1869 w Berlinie, zm. 14 czerwca 1936 tamże) – niemiecki architekt wczesnego modernizmu, również scenograf teatralny i filmowy. Poelzig był jednym z głównych działaczy Werkbundu, przejściowo również jego przewodniczącym (1919–1922).

## Życiorys
W 1893 ukończył studia w Wyższej Szkole Technicznej w Berlinie-Charlottenburgu. Jego nauczycielami byli m.in. Karl Schäfer, Hugo Hartung i Friedrich Adler. Po odbyciu służby wojskowej pracował jako referendarz w pruskim Ministerstwie Robót Publicznych. W 1896 zdobył nagrodę im. Schinkla za projekt domu miejskiego w stylu gotyzującym. W 1899 uzyskał tytuł państwowego radcy budowlanego i pracował krótko w administracji w Dreźnie.
W 1900 został powołany na wykładowcę Państwowej Akademii Sztuki i Rzemiosła Artystycznego we Wrocławiu, zaś w latach 1903–1916 był jej dyrektorem. Uczelnia, która uzyskała w 1913 status akademii królewskiej, stała się jedną z najbardziej postępowych w Niemczech. Od 1908 był członkiem Werkbundu.
Od 1916 Poelzig był miejskim radcą budowlanym Drezna. W latach 1919–1922 był przewodniczącym Werkbundu, a następnie członkiem grupy Häringa i van der Rohe Der Ring. Rok później został wykładowcą Pruskiej Akademii Sztuki w Berlinie, po czym od 1924 był profesorem Wyższej Szkoły Technicznej w Berlinie-Charlottenburgu, gdzie wszedł w konflikt z Heinrichem Tessenowem – nauczycielem Alberta Speera. W 1931 zorganizowano w Berlinie wystawę Poelzig i jego szkoła. Choć 1 stycznia 1933 Poelzig został rektorem zjednoczonych uczelni artystycznych, już 10 kwietnia został usunięty ze stanowiska przez nazistów. Do jego uczniów należał Egon Eiermann.
Wobec narastających represji ze strony nazistów, zdecydował się na emigrację do Turcji, gdzie zaproponowano mu profesurę w Ankarze. W czasie przygotowań do wyjazdu zmarł.

## Wybrane dzieła
- 1902 – prospekt organowy dla Oratorium Muzycznego Uniwersytetu Wrocławskiego, określany jako secesyjny[3]
- 1902 – "Program 1902" (prospekt organowy, rozbudowa empory organowej i balkonów chóralnych w bazylice pw. Św. Jadwigi i Św. Bartłomieja w Trzebnicy), naczelnictwo w projekcie renowacji organów trzebnickiej bazyliki.
- zapora w Klingenberg
- 1902–1906 – ratusz w Lwówku Śląskim, konserwacja i rozbudowa
- 1905 – remont i rozbudowa kościoła zamkowego pw. św. Jana Apostoła (obecnie Bazylika mniejsza) w Oleśnicy[4]
- 1906 – kościół ewangelicki, obecnie Cerkiew Zwiastowania Najświętszej Maryi Panny w Malczycach
- ok. 1907 – szyb kopalniany „Wiktor” i inne zabudowania kopalni Marcel, Radlin[5][6][7]
- 1911 – wieża wodna z halą targową w Poznaniu[1]
- 1911–1912 – Fabrika Moritz Milch & Co. w Luboniu koło Poznania[1] (obecnie Luvena S.A. dawne Zakłady Chemiczne „Luboń” S.A.)
- 1912 – dom handlowo-biurowy przy ul. Ofiar Oświęcimskich we Wrocławiu
- 1913 – budynek wystawy historycznej we Wrocławiu, tzw. Pawilon Czterech Kopuł
- 1914 – zespół zabudowań szybu Chrobry I kopalni Anna w Pszowie
- 1916 – projekt konkursowy Domu Przyjaźni Niemiecko-Tureckiej (niem. Haus der Freundschaft) w Stambule
- 1919–1920 – Teatr Wielki (niem. Großes Schauspielhaus) w Berlinie
- dom na Weißenhofie w Stuttgarcie
- 1920 – scenografia do filmu Golem
- 1927 – przebudowa gmachu Teatru Miejskiego w Bytomiu[8]
- 1927–1929 – zabudowa obrzeżna (osiem budynków wielorodzinnych) oraz kino „Babylon” przy Bülowplatz (obecny Rosa-Luxemburg-Platz) w Berlinie[1]
- 1928 – domy osiedla Fischtalgrund (wystawa mieszkaniowa Bauen und Wohnen) w berlińskiej dzielnicy Zehlendorf
- 1928–1929 – biurowiec IG Farben we Frankfurcie nad Menem, obecnie budynek Uniwersytetu im. Goethego
- 1928–1931 – budynek radia w Berlinie (niem. Haus des Rundfunks)[1]